# ليون وود
ليون وود (بالإنجليزية: Leon Wood)‏ مواليد 25 مارس 1962 في كولومبيا، هو لاعب كرة سلة أمريكي سابق بدأ مسيرته الاحترافية في سنة 1984. يبلغ طوله 6 قدم 3 بوصة (1.9 م). مثّل منتخب بلاده. شارك في مسابقة كرة السلة في الألعاب الأولمبية الصيفية. اعتزل اللعب في 1991.

## فرق لعب لها
- فيلادلفيا سفنتي سيكسرز
- واشنطن ويزاردز
- بروكلين نتس
- سان أنطونيو سبرز
- أتلانتا هوكس
- باسكت سرقسطة 2002
- سكرامنتو كينغز

## الميداليات
| الميدالية | المسابقة                       |
| --------- | ------------------------------ |
| ذهبية     | الألعاب الأولمبية الصيفية 1984 |

## روابط خارجية
- ليون وود على موقع إن بي أي (الإنجليزية)
- ليون وود على موقع سبورتس رفرنس (الإنجليزية)
- ليون وود على موقع الدوري الإسباني لكرة السلة (الإسبانية)
- ليون وود على موقع كلية كرة السلة في سبورتس رفرنس.كوم (الإنجليزية)
- ليون وود على موقع ريلجم (الإنجليزية)
- ليون وود على موقع بروبوليرز (الإنجليزية)
- ليون وود على موقع سبورتس رفرنس (الإنجليزية)
- ليون وود على موقع سبورتس رفرنس (الإنجليزية)
- ليون وود على موقع أوليمبيديا (الإنجليزية)